# Eclipse solar del 14 de diciembre de 2020

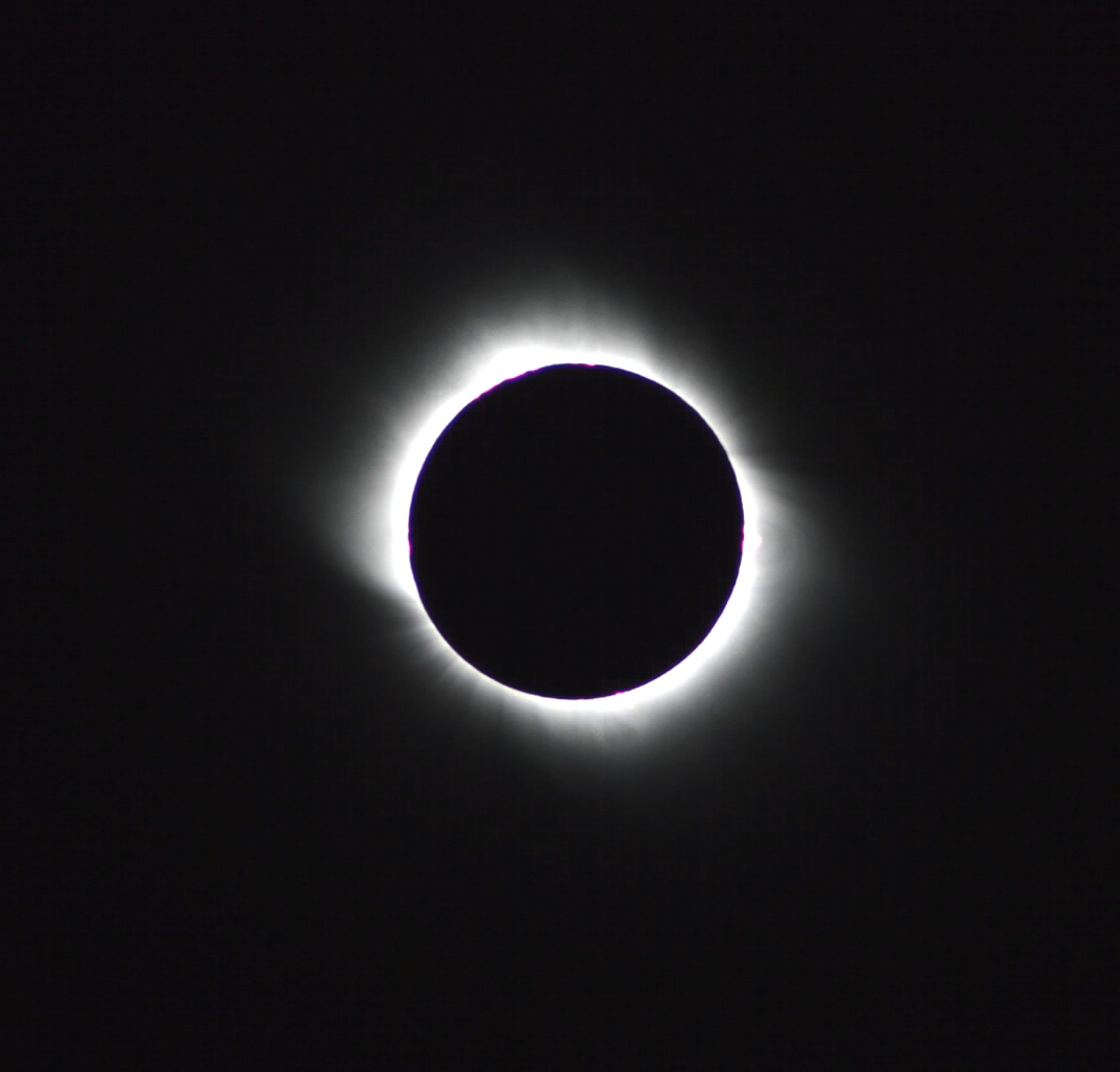
Eclipse total en su epicentro. (Argentina)

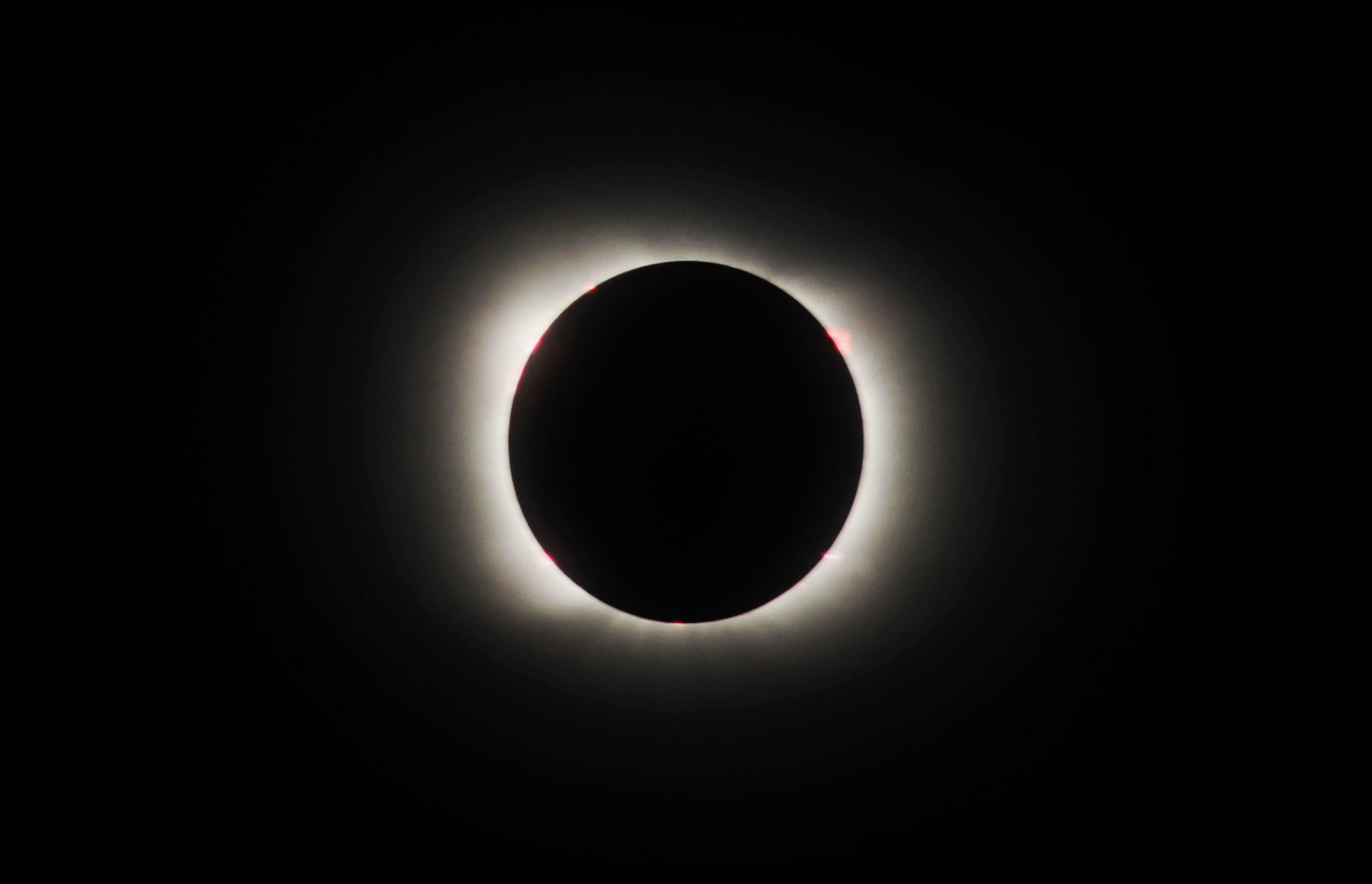
Eclipse en su punto máximo desde Gorbea, Region de La Araucanía, Chile.

Recorrido del Eclipse.

El lunes 14 de diciembre de 2020, se produjo un eclipse solar en el nodo descendente de la órbita de la Luna, con un efecto total en una franja estrecha que pasa por Chile y Argentina, y un efecto parcial en gran parte de América del Sur. El inicio del eclipse total se vio en Saavedra (Chile) a las 16:00 UTC (13:00 hora local), y finalizó en Salina del Eje (Argentina) a las 16:25 UTC (13:25 hora local), con una duración de 2 minutos y 4 segundos.

## Recorrido

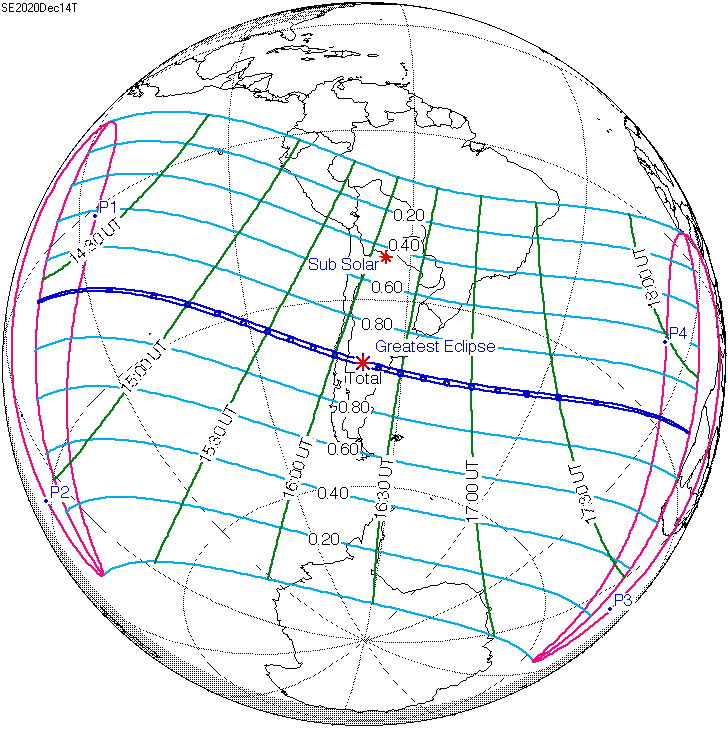
Punto máximo del eclipse.

La banda de totalidad comenzó por la mañana en el océano Pacífico sur, luego norte, pasó por este y al oeste, cerca de la Polinesia Francesa moviéndose en dirección sudeste; tocó tierra en América del Sur cerca del mediodía, tomó dirección sureste para terminar, al atardecer, en el Atlántico sur cerca de las costas de África. Pudo verse de manera total en la amplia zona del Cono Sur: en todo el territorio de Chile (incluyendo las islas del Pacífico), Bolivia, Paraguay, Argentina, Uruguay y las islas Malvinas; en el sur de Ecuador, Perú y de Brasil. 
También, en algunas islas de Oceanía: las de la Polinesia Francesa y las islas Pitcairn; en la zona occidental de la Antártida e islas aledañas; en las islas del Atlántico Santa Elena, Ascensión y Tristán de Acuña; y, al atardecer, en unos pocos países de África del sur: Namibia, y sudeste de Sudáfrica y Angola.

## Características
El eclipse pertenece a la serie de ciclos Saros 142, se trata del número 23 de un total de 72 estimados. Al no ser uno de los eclipses centrales de este ciclo, su duración máxima será de 2 minutos y 10 segundos, a diferencia de los eclipses centrales en que la sombra se mantiene por sobre los 6 minutos en el punto máximo. Su predecesor fue el eclipse total de Sol del 4 de diciembre de 2002 con un tiempo máximo de sombra de 2 minutos y 4 segundos. Su sucesor será el eclipse total de Sol del 26 de diciembre de 2038 con un tiempo máximo de sombra de 2 minutos y 18 segundos.

## Eclipse en Sudamérica

### En Chile

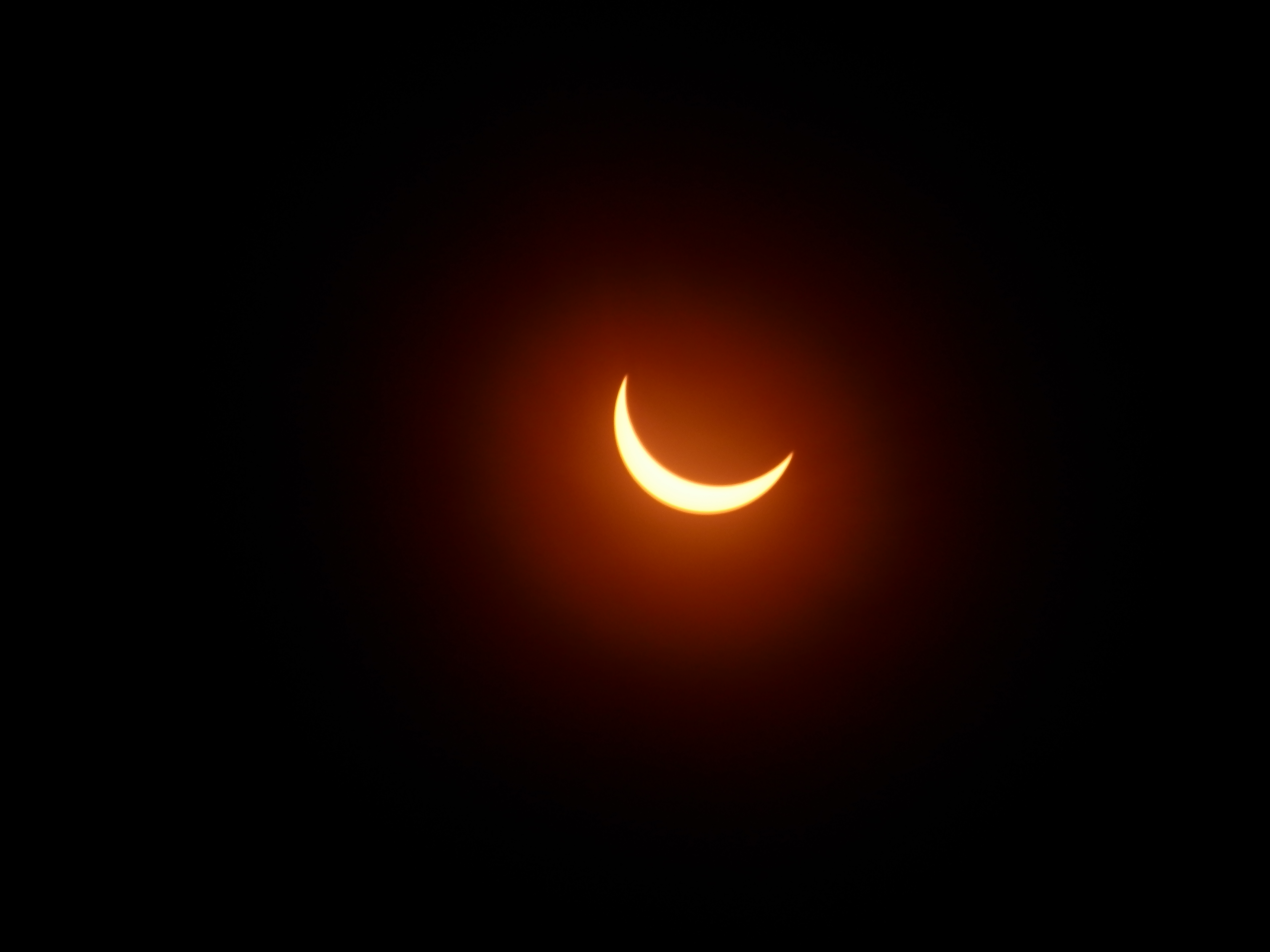
Vista del eclipse, de forma parcial, desde la ciudad de Rengo

El eclipse solar abarcó el sur de Chile. Isla Mocha, Puerto Saavedra, Teodoro Schmidt, Carahue, Nueva Imperial, Temuco, Freire, Pitrufquén, Gorbea, Loncoche, Lanco, Pucón, Lican Ray, Villarrica, Panguipulli, Coñaripe y Liquiñe,(ver visibilidad Sietelagos-Panguipulli Archivado el 18 de septiembre de 2021 en Wayback Machine.) fueron las localidades chilenas en las que se pudo ver un eclipse total de sol (100 %).
La ciudad de Temuco tuvo la particularidad de presentar tanto el eclipse total como el parcial según en qué parte de la ciudad se encontrara. Todo el país pudo ver un eclipse parcial, incluso en el territorio insular y antártico. Las ciudades más cercanas al eclipse total fueron: Puerto Montt 94 %, Osorno 97 %, Valdivia 99 %, Los Ángeles 96 %, Concepción 95 %, Chillán 94 % y Talca 89 %.
Duración y porcentaje de oscuridad en las principales ciudades y localidades cercanas al eclipse total en Chile, de norte a sur:
| Provincia de Arauco, Región del Biobío       |             |           |          |
| Localidad                                    | % oscuridad | Duración  | Duración |
| Contulmo                                     | 98,61       |           |          |
| Quidico                                      | 99,58       |           |          |
| Tirúa                                        | 99,82       |           |          |
| Isla Mocha                                   | 100         | 57.2’’    | Segundos |
| Provincia de Malleco, Región de La Araucanía |             |           |          |
| Localidad                                    | % oscuridad | Duración  | Duración |
| Angol                                        | 97,33       |           |          |
| Purén                                        | 98,50       |           |          |
| Victoria                                     | 98,45       |           |          |
| Traiguén                                     | 98,83       |           |          |
| Curacautín                                   | 98,71       |           |          |
| Malalcahuello                                | 98,52       |           |          |
| Lonquimay                                    | 98,26       |           |          |
| Provincia de Cautín, Región de La Araucanía  |             |           |          |
| Localidad                                    | % oscuridad | Duración  | Duración |
| Lautaro                                      | 99,44       |           |          |
| Galvarino                                    | 99,50       |           |          |
| Vilcún                                       | 99,70       |           |          |
| Cholchol                                     | 99,95       |           |          |
| Temuco                                       | 100         | 29.8’’    | Segundos |
| Cunco                                        | 100         | 58.2’’    | Segundos |
| Nueva Imperial                               | 100         | 1m 30’’   | Minuto   |
| Carahue                                      | 100         | 1m 38,8’’ | Minuto   |
| Puerto Saavedra                              | 100         | 2m 2,1’’  | Minutos  |
| Teodoro Schmidt                              | 100         | 2m 8.5’’  | Minutos  |
| Toltén                                       | 100         | 1m 55.5’’ | Minuto   |
| Freire                                       | 100         | 1m 55,6’’ | Minuto   |
| Pitrufquén                                   | 100         | 1m 59,8’’ | Minuto   |
| Gorbea                                       | 100         | 2m 08,4’’ | Minutos  |
| Lastarria                                    | 100         | 2m 05,1’’ | Minutos  |
| Loncoche                                     | 100         | 1m 50.6’’ | Minuto   |
| Villarrica                                   | 100         | 2m 08,7’’ | Minutos  |
| Las Chilcas                                  | 100         | 2m 08.9’’ | Minutos  |
| Molco                                        | 100         | 2m 08,6’’ | Minutos  |
| Pucón                                        | 100         | 2m 07,9’’ | Minutos  |
| Caburgua                                     | 100         | 1m 57,4’’ | Minuto   |
| Palguín Bajo                                 | 100         | 2m 07.9’’ | Minutos  |
| Curarrehue                                   | 100         | 2m 06,9’’ | Minutos  |
| Correntoso                                   | 100         | 2m 08,7’’ | Minutos  |
| Lican Ray                                    | 100         | 1m 53,6’’ | Minuto   |
| Provincia de Valdivia, Región de Los Ríos    |             |           |          |
| Localidad                                    | % oscuridad | Duración  | Duración |
| Lanco                                        | 100         | 1m 18.1’’ | Minuto   |
| Malalhue                                     | 100         | 1m 12,4’’ | Minuto   |
| Panguipulli                                  | 100         | 41’’      | Segundos |
| Calafquén                                    | 100         | 1m 28.3’’ | Minuto   |
| Coñaripe                                     | 100         | 1m 46,3’’ | Minuto   |
| Liquiñe                                      | 100         | 1m 05,6’’ | Minuto   |
| Choshuenco                                   | 99,85       |           |          |
| Puerto Fuy                                   | 99,88       |           |          |
| Mehuín                                       | 99,99       |           |          |
| San José de la Mariquina                     | 99,94       |           |          |
| Valdivia                                     | 98,96       |           |          |
| Los Lagos                                    | 99,21       |           |          |
| Futrono                                      | 98,74       |           |          |
| Paillaco                                     | 98,46       |           |          |
| Río Bueno                                    | 97,49       |           |          |
| Lago Ranco                                   | 97,99       |           |          |

### En Argentina

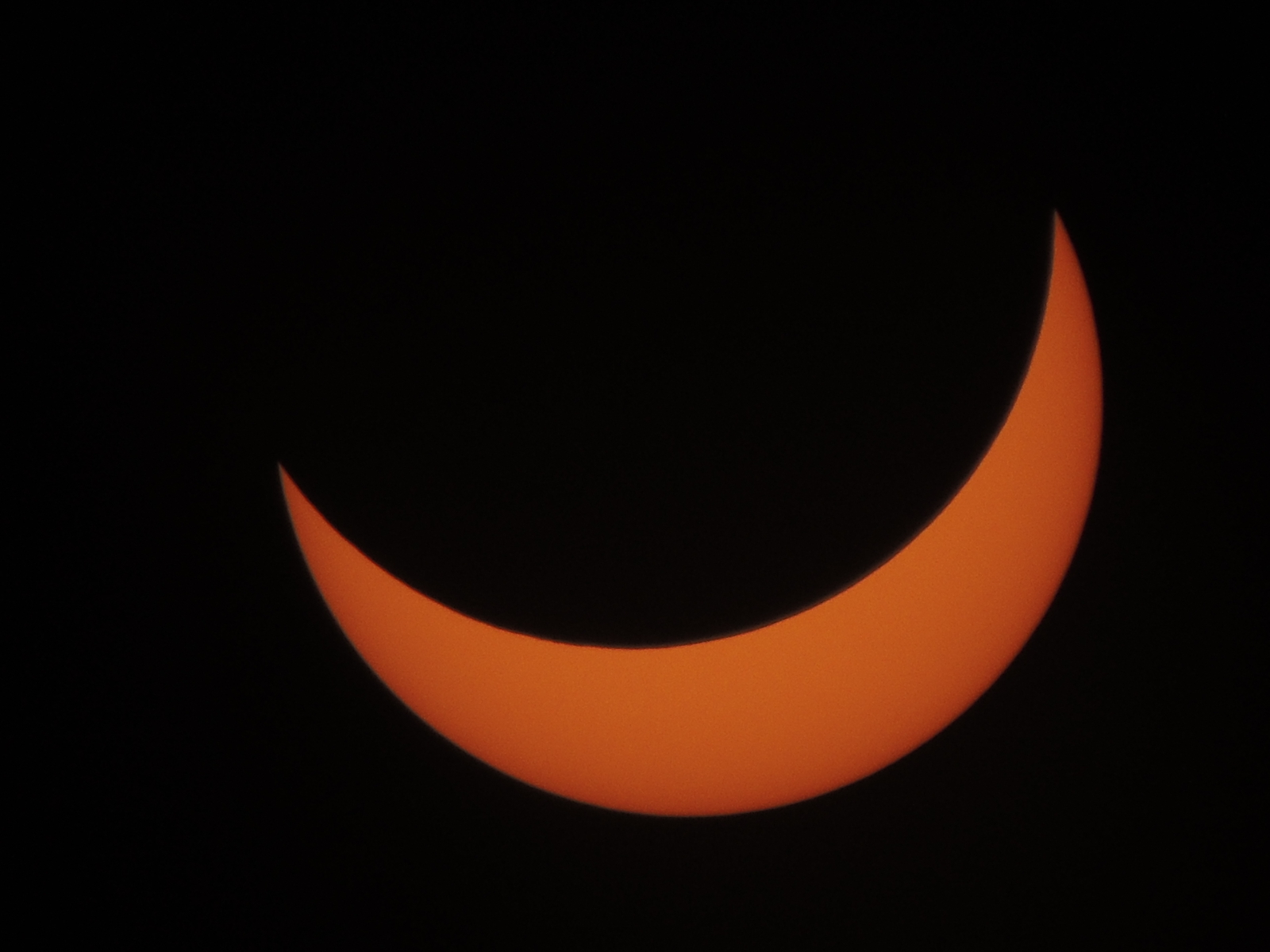
Vista parcial desde M.B Gonnet, Argentina.

En Argentina, ocurrió el mayor tiempo de sombra de este eclipse. El evento que tuvo lugar el 14 de diciembre (2020), tuvo la singularidad de ser el último que fue visible desde territorio de la República Argentina de una seguidilla de tres, que se inició con el anular de 2017.
Fue visto de manera total en una faja que recorre, de oeste a este, la zona central de las provincias de Neuquén y Río Negro. En la provincia de Neuquén, fue visto de manera total en las localidades cordilleranas de Aluminé y Junín de los Andes y en la meseta central, en Las Coloradas y Piedra del Águila. En la provincia de Río Negro, fue visto en algunas localidades de la línea Sur (Ruta Nacional 23), Sierra Colorada, que es la localidad más cercana al punto donde fue la máxima la duración de la totalidad, Ramos Mexía y Valcheta,y el zona atlántica: en San Antonio, Las Grutas, y El Cóndor.
Además, fue visto de manera parcial en todo el territorio argentino. Con mayor porcentaje de cobertura en las zonas más cercanas a la zona de eclipse total. 
| Provincia        | Localidad             | % oscuridad | Horario del máximo del eclipse |
| Salta            | Salta                 | 40%         |                                |
| Tucumán          | San Miguel de Tucumán | 48%         |                                |
| Córdoba          | Córdoba               | 64,5%       | 13:15 h                        |
| Santa Fe         | Rosario               | 68,1%       | 13:26 h                        |
| Mendoza          | Mendoza               | 74,6%       | 13:05 h                        |
| C.A.B.A.         | Buenos Aires          | 73,6%       | 13:32 h                        |
| Buenos Aires     | Mar del Plata         | 87%         |                                |
| Buenos Aires     | Bahía Blanca          | 92%         |                                |
| Neuquén          | Neuquén               | 97%         | 13:12 h                        |
| Neuquén          | Piedra del Águila     | 100%        | 13:08 h (1 min 53 s totalidad) |
| Neuquén          | Junín de los Andes    | 100%        | 13:06 h (1 min 06 s totalidad) |
| Río Negro        | Bariloche             | 96,2%       | 13:07 h                        |
| Río Negro        | El Cuy                | 100%        | 13:11 h (1 min 24 s totalidad) |
| Río Negro        | Ramos Mexía           | 100%        | 13:13 h (2 min 09 s totalidad) |
| Río Negro        | Valcheta              | 100%        | 13:16 h (2 min 09 s totalidad) |
| Río Negro        | Las Grutas            | 100%        | 13:18 h (2 min 06 s totalidad) |
| Río Negro        | San Antonio Este      | 100%        | 13:19 h (2 min 00 s totalidad) |
| Río Negro        | Bahía Creek           | 100%        | 13:21 h (2 min 09 s totalidad) |
| Río Negro        | El Cóndor             | 100%        | 13:23 h (1 min 49 s totalidad) |
| Chubut           | Puerto Madryn         | 95%         |                                |
| Chubut           | Comodoro Rivadavia    | 82%         |                                |
| Santa Cruz       | Río Gallegos          | 60%         |                                |
| Tierra del Fuego | Ushuaia               | 50%         |                                |

### En Uruguay
Sobre el territorio de la República Oriental del Uruguay se vio de manera parcial alrededor de las 13:30 (hora local) del lunes 14 de diciembre de 2020.

### En Ecuador
Las provincias de Guayas, El Oro, Loja, Azuay, Zamora Chinchipe, Manabí y Galápagos pudieron ver el eclipse solar en forma parcial. La Capital ecuatoriana Quito y algunas ciudades del Norte ecuatoriano no apreciaron este evento.

### En Perú
En Perú, en la ciudad de Lima la oscuridad fue de entre 17% y 10%, mientras tanto en ciudades más cercanas a la "banda de totalidad" (como Moquegua y Tacna) La oscuridad será de entre 24% y 22%. La única ciudad del Perú que no pueda observar de manera parcial el eclipse será Iquitos.

## Observación
La observación del eclipse en el camino de la totalidad fue reducida debido a las condiciones climáticas adversas y a las restricciones de movilidad debido a la pandemia del COVID-19.
En Chile, debido a la situación sanitaria, el jueves 10 de diciembre se anunció una medida que restringía la movilidad en gran parte de las comunas del país, incluida la totalidad de la región metropolitana. Además, como medida especial de prevención, anticipando el movimiento de personas debido evento astronómico, desde la madrugada del 14 de diciembre fueron restringidos todos los accesos a la zona lacustre de la Araucanía (zona de la totalidad) y a la costa. Buscando desalentar el turismo y así evitar el aumento de contagios por aglomeraciones. También fue aumentada la cantidad de fiscalizadores, puntos de control y la dotación policial.
A diferencia del eclipse producido el 2 de julio del 2019, tampoco se habilitaron explanadas ni zonas de observación públicas, puesto que la recomendación del gobierno fue que cada cual debía observar el eclipse desde sus hogares. 

### Condiciones climáticas
A pesar de que se contaba con un buen clima los días previo al evento, los pronósticos indicaban que habría un fuerte sistema frontal que afectaría el sur de Chile y Argentina, lugar de la totalidad.
El día del eclipse fue recibido por gruesas nubes, acompañadas de lluvia y viento. Debido a esto, los espectadores de algunos puntos geográficos tuvieron que conformarse solamente con percibir la oscuridad producida en el momento de la totalidad. Aun así, se reportaron algunos avistamientos fortuitos entre esporádicos claros de luz que se producían en ciertas localidades, lo que permitió que algunas personas pudieran observar el evento en todo su esplendor, aunque fuera por pocos segundos. Lugares como Valcheta, permitió observar el fenómeno y solo algunos pasos de nubes quitaron unos segundos de la totalidad. Sin embargo fue uno de los puntos en donde se pudo observar completamente. Los astrónomos y aficionados que observaron el fenómeno dentro del pueblo, se vieron mejor resguardados ante las ráfagas de viento en comparación a aquellos que se encontraban sobre la ruta y sobre el viejo aeródromo. 
El clima comenzó a mejorar poco después de que el evento ya había finalizado. Para la tarde el cielo ya era totalmente visible.